# 火山の状況に関する解説情報
火山の状況に関する解説情報（かざんのじょうきょうにかんするかいせつじょうほう）とは、日本において、火山の活動が活発化している際、定期的または臨時にその状況を周知するために気象庁が発表する情報。火山性地震や火山性微動の回数、噴火や噴煙などの活動状況を報告するとともに、必要な注意事項や警戒事項を説明するもの。
主に2つの目的があり、1つは、噴火警報を発表している段階（噴火警戒レベル2以上）でその補足として、住民などに広く注意・警戒事項を呼び掛けること、もう1つは、火山活動が活発化しているものの噴火警報には至らない段階（噴火警戒レベル1「活火山であることに留意」）で、火口付近を訪れる観光客や登山者などに注意・警戒事項を呼び掛けることである。
類似のものとして、同様の解説を図表を交えて行う「火山活動解説資料」がある。

## 効果と課題
「火山の状況に関する解説情報」は噴火警報とともに2007年に創設された。従前の「緊急火山情報」「臨時火山情報」では警戒事項が変わる度に何度も情報が出されることによるデメリットが指摘されていたが、噴火警報創設後、主要な警戒事項と警戒地域は噴火警報、細かい活動変化や警戒事項の修正は「火山の状況に関する解説情報」へと使い分けがなされ、それは軽減されたとされている。
2014年9月27日の御嶽山噴火では、水蒸気噴火の約2週間前から火山性地震が増加し、警報を担当する気象庁は噴火警戒レベルを2に引き上げ火口周辺警報を発表する検討は行ったものの、過去の活動と比較しても活動度が高くなかったことから、噴火警戒レベルは1「平常」（当時の呼称であり、2015年5月18日より「活火山であることに留意」に変更された）のままとし、活動の推移に応じて9月11日・9月12日・9月16日の延べ3回「火山の状況に関する解説情報」を発表し、その後地震活動が低調に推移したことから続報は出されていない。これらは地元自治体である長野県王滝村や岐阜県下呂市等にも伝えられた上で気象台から電話連絡が行われ、両自治体はさらに地元観光センターや温泉管理組合、山小屋に連絡を行うまでは行っていたが、これらが積極的に登山者らに伝えられるには至らなかったことが課題として挙げられた。これに対し、噴火警戒レベルを早期に引き上げるべきか否かという検討も行われる一方、気象庁は「火山登山者向けの情報提供ページ」を設けたほか、同年10月9日に蔵王山に「火山の状況に関する解説情報」を発表した際に観光客や登山者への注意を付記するなど追加の対応を行った。
また、2015年5月18日から、臨時の発表の場合はリスクの高まりが伝わるよう、「臨時」であることを分かりやすく発表することとなった。

## 発表文の例と注意・警戒事項

### 噴火警報非発表（活火山であることに留意）時
例は2015年5月18日以前のものであるため、「活火山であることに留意」は「平常」となっている。

#### 例1
| 火山名 [[御嶽山]] 火山の状況に関する解説情報 第２号<ref name="vk140912">気象庁「[https://www.data.jma.go.jp/svd/vois/data/tokyo/STOCK/volinfo/VK20140912160017_312.html 御嶽山 火山の状況に関する解説情報 第2号 平成26年9月12日16時00分]」より引用。2014年11月9日閲覧。</ref> 平成２６年９月１２日１６時００分 気象庁地震火山部 ＊＊（本 文）＊＊ ＜噴火予報（噴火警戒レベル１、平常）が継続＞ １．火山活動の状況 御嶽山では、９月１０日昼頃から剣ヶ峰山頂付近の火山性地震の回数が増 加しており、昨日（１１日）は８５回発生しました。火山性地震の日回数が ８０回を超えたのは、２００７年１月１７日以来です。地震の振幅はいずれ も小さく、火山性微動は発生していません。 噴煙の状況および地殻変動に特段の変化はみられていません。 ９月９日からの火山性地震及び火山性微動の回数（速報値を含む）は以下 のとおりです。 ・・・省略・・・ ２．防災上の警戒事項等 御嶽山では、[[2007年\|２００７年]]にごく小規模な噴火が発生した７９ー７火口内及 びその近傍に影響する程度の[[火山灰]]等の噴出の可能性がありますので、引き 続き警戒してください。 地震活動が活発になっていることから、火山活動の推移に注意してくださ い。 ・・・省略・・・ | 2014年の御嶽山噴火の前に火山性地震が増加した際に発表された解説情報の例。噴火警戒レベルは1「平常」が継続されているものの、常時観測項目の1つである火山性地震の回数が増加し2007年の前回噴火以来となったことから、情報を発表した。2項目目の「防災上の警戒事項等」では、2007年の噴火口付近での警戒と、火山活動の推移への注意を付記している。 |

#### 例2
| 火山名 [[蔵王連峰\|蔵王山]] 火山の状況に関する解説情報 第１号<ref name="vk141009">気象庁「[https://www.data.jma.go.jp/svd/vois/data/tokyo/STOCK/volinfo/VK20141009110133_212.html 蔵王山 火山の状況に関する解説情報 第1号 平成26年10月9日11時00分]」より引用。2014年11月9日閲覧。</ref> 平成２６年１０月９日１１時００分 仙台管区気象台 ＊＊（本 文）＊＊ ＜噴火予報（平常）が継続＞ １．火山活動の状況 蔵王山では、昨年（[[2013年\|２０１３年]]）[[1月\|１月]]に火山性微動が発生して以降、地震 活動がやや活発な状況が継続しています。 昨日（８日）、[[山形大学]]による現地調査によると、御釜の湖面に白濁した 部分がみられ、約１５分後に消滅しました。・・・以降省略・・・ [[9月30日\|９月３０日]]以降、本日（９日）０９時までの火山性地震及び火山性微動の 回数は以下の通りです。 ・・・省略・・・ ２．防災上の警戒事項等 蔵王山では引き続き火山活動の高まりがみられるため、今後の活動の推移 に注意してください。今後の活動によっては、御釜及びその周辺では、新た な噴気孔の発生、[[火山噴出物\|火山ガス]]や泥の噴出等の現象も考えられますので、観光や 登山で近づく際には十分注意してください。 ・・・省略・・・ | 噴火予報は「平常」が継続されている（噴火警戒レベルは導入されていない）ものの、常時観測項目である火山性地震や火山性微動の回数が増加し、観測を担当する山形大学の現地調査において火口湖の白濁が確認されたことなどから情報を発表した。2項目目の「防災上の警戒事項等」では、火山活動の推移への注意、および火口付近を訪れる観光客や登山者への注意を付記している。 |

### 噴火警報発表時
| 火山名 [[阿蘇山]] 火山の状況に関する解説情報 第８号<ref name="vk131007">気象庁「[https://www.data.jma.go.jp/svd/vois/data/tokyo/STOCK/volinfo/VK20131007160056_503.html 阿蘇山 火山の状況に関する解説情報 第8号 平成25年10月7日16時00分]」より引用。2014年11月9日閲覧。</ref> 平成２５年[[10月7日\|１０月７日]]１６時００分 福岡管区気象台 ＊＊（本 文）＊＊ ＜火口周辺警報（噴火警戒レベル２、火口周辺規制）が継続＞ １．火山活動の状況 （[[10月4日\|１０月４日]]から[[10月7日\|１０月７日]]１５時） 阿蘇山では、火山性地震は、次第に減少しています。 孤立型微動は、[[10月5日\|５日]]に一時的に増加しましたが、やや多い状態で経過しま した。 今後、噴火が発生し、火口から概ね１ｋｍの範囲では、大きな噴石が飛散 する可能性がありますので、火口周辺では警戒してください。 １０月４日からの火山性地震及び孤立型微動の回数（速報値）は以下のと おりです。 ・・・省略・・・ ２．防災上の警戒事項等 ・・・省略・・・ | 継続して発表されている噴火警報の補足として、過去数日間の噴火等の活動の推移を定期的に解説する。2項目目の「防災上の警戒事項等」では、噴火警報にも明記されている警戒事項を重ねて解説する。 |